# Осипенко Олег Геннадійович
Олег Геннадійович Осипенко (нар. 10 жовтня 2001) — український футболіст, захисник та лівий півзахисник «Чернігів» .

## Життєпис
У ДЮФЛУ 3 2013 по 2019 рік виступав за «Азовсталь-2» (Маріуполь), «Шахтар» (Донецьк), «Зірка» (Київ) та  «Зміна-Оболонь» (Київ). З 2018 по 2020 рік грав за студентську команду Українського державного університету імені Михайла Драгоманова.
У 2019 році виступав за юнацькі команди київського «Арсеналу» та ковалівського «Колоса». Наприкінці лютого 2020 року виїхав до Чехії, де виступав за юнацьку команду «Вікторії Жижков». У серпні 2020 року перебрався до нижчолгового клубу «Міжнародний союз молоді» з Праги, який виступав у Богемській футбольній лізі. У середині вересня 2020 року перейшов до іншого представника вище вказаного турніру, «Раковніка».
На початку вересня 2021 року повернувся до України, де уклав договір з «Гірником-Спорт». У футболці клубу з Горішніх Плавнів дебютував 12 березня 2021 року в нічийному (1:1) домашньому поєдинку 1-го туру Першої ліги України проти франківського «Прикарпаття». Олег вийшов на поле на 87-й хвилині замість Іллі Чередниченка. Навесні 2021 року провів 7 поєдинків у Першій лізі України.
З березня 2021 року по квітень 2023 року знову грав у Чехії, за «Кралув Двур» з Богемської футбольної ліги. На початку березня 2023 року повернувся до України, де підписав контракт з «Інгульцем». Спочатку виступав за юнацьку команду. За дорослу команду петрівчан дебютував 13 травня 2023 року в програному (0:2) домашньому поєдинку 26-го туру Прем'єр-ліги України проти донецького «Шахтаря». Осипенко вийшов на поле в стартовому складі, а на 46-й хвилині його замінив Максим Мельничук.